# Gluon
En gluon er en elementarpartikel, der bærer den stærke vekselvirkning, som holder kvarkerne i fx protoner og neutroner sammen. Gluoner er masseløse ligesom fotoner - der bærer den elektromagnetiske vekselvirkning - men de har også farveladning i form af en kombination af farve og antifarve. Når de forskellige kombinationsmuligheder inkl. blandede tilstand tælles op, er der 8 forskellige typer gluoner.
Gluoner beskrives teoretisk af kvantekromodynamikken.